# Богатырёв, Павел Иванович
Павел Иванович Богатырёв (1849—1908) — русский артист оперы (тенор) и концертный певец, беллетрист.
Один из ведущих певцов своего времени, современники называли его «русским Тамберликом». Также обладал литературным талантом — писал рассказы, стихи и мемуары, которые печатались в московских периодических изданиях.

## Биография
Павел Богатырёв родился 15 июля (27 июля по новому стилю) 1849 года (по другим данным в 1851 году) в Москве.
С 1871 года обучался пению в Московской консерватории (класс В. Кашперова), брал также уроки у К. Кламрота.
В 1874 году дебютировал в партии Богдана Собинина («Жизнь за царя» М. Глинки) в Киевской опере (антреприза И. Серова); в том же году пел в Перми.
В 1875 году пел в московском Общедоступном частном театре.
С 1876 года выступал на эстраде в дуэте с оперным баритоном П. Чернышовым — в концертах пел русские и украинские народные песни.
Позднее выступал в Киеве (сезон 1879/80, антреприза И. Я. Сетова), Перми (1879, антреприза П. М. Медведева) Екатеринбурге (1879, Горододской театр, антреприза П. М. Медведева), Казани (1880, антреприза П. М. Медведева), Харькове (1880—1985, здесь в 1885 году вместе с драматическим актёром В. Андреевым-Бурлаком организовал оперно-драматическую труппу), Саратове (конец 1891 года).
С 1886 года Богатырёв пел в Москве — антреприза М. Лентовского; в Сергиевском Народном доме, Большом театре, Товариществе русской частной оперы Солодовникова (1897—1902), в Частной русской опере С. Мамонтова (здесь он пел в операх А. Верстовского «Аскольдова могила» и «Громобой»), театре «Аквариум» (1902).
Неоднократно выступал в салоне на вечерах у певицы Д. М. Леоновой. Часто гастролировал по России и за границей (в Париже и Лондоне), где исполнял народные песни. В 1880-х годах создал народный экспериментальный студийный хор, который из-за материальных трудностей вскоре прекратил своё существование. В последние годы жизни выступал на эстрадах ресторанов, клубов, садов под собственный аккомпанемент на гитаре. Гастролировал также в Тифлисе.
Павел Иванович Богатырёв умер 17 мая (30 мая по новому стилю) 1908 года в городе Москве.